# Viasa
Viasa var en spansk fordonstillverkare baserad i Saragossa. Företaget tillverkade olika Jeep-kopior av bland annat CJ-3B med en Perkins-diesel på 3150 cm3 med 63 hk.
Viasa VS hade ett konventionellt Jeep-chassi som var förlängt. Men karossen var en extremt kantig lådliknande konstruktion i fyra olika utföranden: Vanlig pickup (Campeador) med 1200 kg lastförmåga, dubbelhytt (Duplex) med 1050 kg lastförmåga, en kombi (Furgon) med 1000 kg lastförmåga och en minibuss (Toledo) med plats för nio personer.